# Lijst van nummer 1-hits in de UK Singles Chart in 1987
Deze hits stonden in 1987 op nummer 1 in de UK Singles Chart:
| Datum        | Artiest                          | Titel                                                         |
| ------------ | -------------------------------- | ------------------------------------------------------------- |
| 3 januari    | Jackie Wilson                    | Reet petite (The sweetest girl in town)                       |
| 10 januari   | Jackie Wilson                    | Reet petite (The sweetest girl in town)                       |
| 17 januari   | Jackie Wilson                    | Reet petite (The sweetest girl in town)                       |
| 24 januari   | Steve 'Silk' Hurley              | Jack your body                                                |
| 31 januari   | Steve 'Silk' Hurley              | Jack your body                                                |
| 7 februari   | Aretha Franklin & George Michael | I Knew You Were Waiting (for Me)                              |
| 14 februari  | Aretha Franklin & George Michael | I Knew You Were Waiting (for Me)                              |
| 21 februari  | Ben E. King                      | Stand by Me                                                   |
| 28 februari  | Ben E. King                      | Stand by Me                                                   |
| 7 maart      | Ben E. King                      | Stand by Me                                                   |
| 14 maart     | Boy George                       | Everything I own                                              |
| 21 maart     | Boy George                       | Everything I own                                              |
| 28 maart     | Mel & Kim                        | Respectable                                                   |
| 4 april      | Ferry Aid                        | Let It Be                                                     |
| 11 april     | Ferry Aid                        | Let It Be                                                     |
| 18 april     | Ferry Aid                        | Let It Be                                                     |
| 25 april     | Madonna                          | La Isla Bonita                                                |
| 2 mei        | Madonna                          | La Isla Bonita                                                |
| 9 mei        | Starship                         | Nothing's Gonna Stop Us Now                                   |
| 16 mei       | Starship                         | Nothing's Gonna Stop Us Now                                   |
| 23 mei       | Starship                         | Nothing's Gonna Stop Us Now                                   |
| 30 mei       | Starship                         | Nothing's Gonna Stop Us Now                                   |
| 6 juni       | Whitney Houston                  | I Wanna Dance with Somebody (Who Loves Me)                    |
| 13 juni      | Whitney Houston                  | I Wanna Dance with Somebody (Who Loves Me)                    |
| 20 juni      | The Firm                         | Star Trekkin'                                                 |
| 27 juni      | The Firm                         | Star Trekkin'                                                 |
| 4 juli       | Pet Shop Boys                    | It's a Sin                                                    |
| 11 juli      | Pet Shop Boys                    | It's a Sin                                                    |
| 18 juli      | Pet Shop Boys                    | It's a Sin                                                    |
| 25 juli      | Madonna                          | Who's That Girl                                               |
| 1 augustus   | Los Lobos                        | La bamba                                                      |
| 8 augustus   | Los Lobos                        | La bamba                                                      |
| 15 augustus  | Michael Jackson                  | I Just Can't Stop Loving You                                  |
| 22 augustus  | Michael Jackson                  | I Just Can't Stop Loving You                                  |
| 29 augustus  | Rick Astley                      | Never Gonna Give You Up                                       |
| 5 september  | Rick Astley                      | Never Gonna Give You Up                                       |
| 12 september | Rick Astley                      | Never Gonna Give You Up                                       |
| 19 september | Rick Astley                      | Never Gonna Give You Up                                       |
| 26 september | Rick Astley                      | Never Gonna Give You Up                                       |
| 3 oktober    | M/A/R/R/S                        | Pump Up the Volume / Anitina (The First Time I See She Dance) |
| 10 oktober   | M/A/R/R/S                        | Pump Up the Volume / Anitina (The First Time I See She Dance) |
| 17 oktober   | The Bee Gees                     | You Win Again                                                 |
| 24 oktober   | The Bee Gees                     | You Win Again                                                 |
| 31 oktober   | The Bee Gees                     | You Win Again                                                 |
| 7 november   | The Bee Gees                     | You Win Again                                                 |
| 14 november  | T'Pau                            | China in Your Hand                                            |
| 21 november  | T'Pau                            | China in Your Hand                                            |
| 28 november  | T'Pau                            | China in Your Hand                                            |
| 5 december   | T'Pau                            | China in Your Hand                                            |
| 12 december  | T'Pau                            | China in Your Hand                                            |
| 19 december  | Pet Shop Boys                    | Always on my mind                                             |
| 26 december  | Pet Shop Boys                    | Always on my mind                                             |

1952 ·
1953 ·
1954 ·
1955 ·
1956 ·
1957 ·
1958 ·
1959 ·
1960 ·
1961 ·
1962 ·
1963 ·
1964 ·
1965 ·
1966 ·
1967 ·
1968 ·
1969 ·
1970 ·
1971 ·
1972 ·
1973 ·
1974 ·
1975 ·
1976 ·
1977 ·
1978 ·
1979 ·
1980 ·
1981 ·
1982 ·
1983 ·
1984 ·
1985 ·
1986 ·
1987 ·
1988 ·
1989 ·
1990 ·
1991 ·
1992 ·
1993 ·
1994 ·
1995 ·
1996 ·
1997 ·
1998 ·
1999 ·
2000 ·
2001 ·
2002 ·
2003 ·
2004 ·
2005 ·
2006 ·
2007 ·
2008 ·
2009 ·
2010 ·
2011 ·
2012 ·
2013 ·
2014 ·
2015 ·
2016 ·
2017 ·
2018 ·
2019 ·
2020 ·
2021
- Nederland (Top 40)
- Nederland (Single Top 100)
- Nederland (Verrukkelijke 15)
- Vlaanderen (Radio 2 Top 30)
- Duitsland
- Frankrijk
- Italië
- Verenigd Koninkrijk
- Verenigde Staten (Hot 100)